# Theridion
Genre
Synonymes
- Mastostigmus Simon, 1889
- Tobesoa Keyserling, 1890
- Phaetoticus Simon, 1894
- Liger O. Pickard-Cambridge, 1896
- Billima Simon, 1908
- Allotheridion Archer, 1946

Theridion est un genre d'araignées aranéomorphes de la famille des Theridiidae.

## Distribution
Les espèces de ce genre se rencontrent sur presque toutes les terres émergées sauf aux pôles.

## Description
Ce sont des araignées prédatrices qui ont pour proies de petits insectes comme les psylles et les diptères.

## Liste des espèces
Selon World Spider Catalog (version 26, 22/07/2025) :
- Theridion abruptum Simon, 1884
- Theridion acanthopodum Gao & Li, 2014
- Theridion accoense Levy, 1985
- Theridion acutitarse Simon, 1900
- Theridion adjacens (O. Pickard-Cambridge, 1896)
- Theridion adrianopoli Drensky, 1915
- Theridion aeolium Levi, 1963
- Theridion agrarium Levi, 1963
- Theridion agreste Nicolet, 1849
- Theridion agrifoliae Levi, 1957
- Theridion akme Levi, 1959
- Theridion akron Levi, 1959
- Theridion albidorsum Strand, 1909
- Theridion albidum Banks, 1895
- Theridion albioculum Zhu, 1998
- Theridion albipes L. Koch, 1878
- Theridion albocinctum Urquhart, 1892
- Theridion albodecoratum Rainbow, 1916
- Theridion albolineatum Nicolet, 1849
- Theridion albolineolatum Caporiacco, 1940
- Theridion albomaculosum O. Pickard-Cambridge, 1869
- Theridion albopictum Thorell, 1898
- Theridion albostriatum (L. Koch, 1867)
- Theridion albulum O. Pickard-Cambridge, 1898
- Theridion amarga Levi, 1967
- Theridion amatitlan Levi, 1963
- Theridion ambiguum Nicolet, 1849
- Theridion ampascachi Mello-Leitão, 1941
- Theridion ampliatum Urquhart, 1892
- Theridion angusticeps Caporiacco, 1949
- Theridion angustifrons Caporiacco, 1934
- Theridion anson Levi, 1967
- Theridion antillanum Simon, 1894
- Theridion apiculatum Roewer, 1942
- Theridion aporum Levi, 1963
- Theridion apostoli Mello-Leitão, 1945
- Theridion apulco Levi, 1959
- Theridion aragua Levi, 1963
- Theridion archeri Levi, 1959
- Theridion argentatulum Roewer, 1942
- Theridion ariel Bellvert & Arnedo, 2021
- Theridion arizonense Levi, 1957
- Theridion arsia Zamani & Marusik, 2021
- Theridion artum Levi, 1959
- Theridion aruanum Strand, 1911
- Theridion arushae Caporiacco, 1947
- Theridion asbolodes Rainbow, 1917
- Theridion asopi Vanuytven, 2014
- Theridion astrigerum Thorell, 1895
- Theridion atratum Thorell, 1877
- Theridion attritum (Simon, 1908)
- Theridion auberti Simon, 1904
- Theridion aulos Levi, 1963
- Theridion australe Banks, 1899
- Theridion baccula Thorell, 1887
- Theridion baltasarense Levi, 1963
- Theridion banksi Berland, 1920
- Theridion barbarae Levi, 1959
- Theridion beebei Levi, 1963
- Theridion bellatulum Levi, 1963
- Theridion bengalense Sen, Saha & Raychaudhuri, 2011
- Theridion bergi Levi, 1963
- Theridion berlandi Roewer, 1942
- Theridion bernardi Lecigne, 2017
- Theridion betteni Wiehle, 1960
- Theridion bicruciatum Roewer, 1961
- Theridion bidepressum Yin, Peng & Zhang, 2005
- Theridion biezankoi Levi, 1963
- Theridion biforaminum Gao & Zhu, 1993
- Theridion biolleyi Banks, 1909
- Theridion biseriatum Thorell, 1890
- Theridion bisignatum (Mello-Leitão, 1945)
- Theridion bitakum Barrion & Litsinger, 1995
- Theridion blaisei Simon, 1909
- Theridion boesenbergi Strand, 1904
- Theridion bolivari Levi, 1959
- Theridion bolum Levi, 1963
- Theridion bomae Schmidt, 1957
- Theridion bosniense Wunderlich, 2011
- Theridion botanicum Levi, 1963
- Theridion brachypus Thorell, 1887
- Theridion bradyanum Strand, 1907
- Theridion brunellii Caporiacco, 1940
- Theridion brunneonigrum Caporiacco, 1949
- Theridion bryantae Roewer, 1951
- Theridion bullatum Tullgren, 1910
- Theridion buxtoni Berland, 1929
- Theridion cairoense Wunderlich, 2011
- Theridion calcynatum Holmberg, 1876
- Theridion caliban Bellvert & Arnedo, 2021
- Theridion californicum Banks, 1904
- Theridion caliginosum Marples, 1955
- Theridion cameronense Levi, 1957
- Theridion carinatum Yin, Peng & Zhang, 2005
- Theridion carpathium Brignoli, 1984
- Theridion cassinicola Simon, 1907
- Theridion castaneum Franganillo, 1931
- Theridion catharina Marples, 1955
- Theridion cavipalpus (F. O. Pickard-Cambridge, 1902)
- Theridion cazieri Levi, 1959
- Theridion centrum Levi, 1959
- Theridion ceres Bellvert & Arnedo, 2021
- Theridion ceylonicum Dunlop & Jekel, 2009
- Theridion chacoense Levi, 1963
- Theridion chakinuense Wunderlich, 1995
- Theridion chamberlini Caporiacco, 1949
- Theridion charitonowi Caporiacco, 1949
- Theridion charlati Dierkens, 2016
- Theridion cheimatos Gertsch & Archer, 1942
- Theridion cheni Zhu, 1998
- Theridion chenzhangfui Lin & Li, 2024
- Theridion chihuahua Levi, 1959
- Theridion chiriqui Levi, 1959
- Theridion choroni Levi, 1963
- Theridion cinctipes Banks, 1898
- Theridion cinereum Thorell, 1875
- Theridion circuitum Gao & Li, 2014
- Theridion circumtextum Simon, 1907
- Theridion climacode Thorell, 1898
- Theridion clivalum Zhu, 1998
- Theridion cloxum Roberts, 1983
- Theridion clypeatellum Tullgren, 1910
- Theridion cochise Levi, 1963
- Theridion cochrum Levi, 1963
- Theridion cocosense Strand, 1906
- Theridion coenosum Thorell, 1887
- Theridion cohni Levi, 1963
- Theridion coldeniae Baert & Maelfait, 1986
- Theridion comstocki Berland, 1920
- Theridion confusum O. Pickard-Cambridge, 1885
- Theridion contreras Levi, 1959
- Theridion convexellum Roewer, 1942
- Theridion convexisternum Caporiacco, 1949
- Theridion corcyraeum Brignoli, 1984
- Theridion costaricaense Levi, 1963
- Theridion cowlesae Levi, 1957
- Theridion coyoacan Levi, 1959
- Theridion cruciferum Urquhart, 1886
- Theridion crucum Levi, 1959
- Theridion cuspulatum Schmidt & Krause, 1998
- Theridion cuyutlan Levi, 1963
- Theridion cygneum Gao & Li, 2014
- Theridion cynicum Gertsch & Mulaik, 1936
- Theridion cyprusense Wunderlich, 2011
- Theridion dafnense Levy & Amitai, 1982
- Theridion davisorum Levi, 1959
- Theridion dayongense Zhu, 1998
- Theridion decemmaculatum Thorell, 1890
- Theridion decemperlatum (Simon, 1889)
- Theridion dedux O. Pickard-Cambridge, 1904
- Theridion delicatum O. Pickard-Cambridge, 1904
- Theridion derhami Simon, 1895
- Theridion desertum Ponomarev, 2008
- Theridion diadematum Chrysanthus, 1963
- Theridion dianiphum Rainbow, 1916
- Theridion differens Emerton, 1882
- Theridion dilucidum Simon, 1898
- Theridion dilutum Levi, 1957
- Theridion dividuum Gertsch & Archer, 1942
- Theridion dominica Levi, 1963
- Theridion dreisbachi Levi, 1959
- Theridion dubium Bradley, 1877
- Theridion dukouense Zhu, 1998
- Theridion dulcineum Gertsch & Archer, 1942
- Theridion durbanicum Lawrence, 1947
- Theridion ecuadorense Levi, 1963
- Theridion electum (O. Pickard-Cambridge, 1896)
- Theridion elegantissimum Roewer, 1942
- Theridion elevatum Thorell, 1881
- Theridion elisabethae Roewer, 1951
- Theridion elli Sedgwick, 1974
- Theridion ellicottense Dobyns & Bond, 1996
- Theridion emertoni Berland, 1920
- Theridion epiense Berland, 1938
- Theridion eremum Levi, 1963
- Theridion eugeni Roewer, 1942
- Theridion evexum Keyserling, 1884
- Theridion excavatum F. O. Pickard-Cambridge, 1902
- Theridion exlineae Levi, 1963
- Theridion expallidatum O. Pickard-Cambridge, 1885
- Theridion falcatum Gao & Li, 2014
- Theridion familiare O. Pickard-Cambridge, 1871
- Theridion fastosum Keyserling, 1884
- Theridion fatuhivaense Berland, 1933
- Theridion femorale Thorell, 1881
- Theridion femoratissimum Caporiacco, 1949
- Theridion ferdinand Bellvert & Arnedo, 2021
- Theridion fernandense Simon, 1907
- Theridion filum Levi, 1963
- Theridion flabelliferum Urquhart, 1887
- Theridion flavonotatum Becker, 1879
- Theridion flavoornatum Thorell, 1898
- Theridion fornicatum Simon, 1884
- Theridion frio Levi, 1959
- Theridion frizzellorum Levi, 1963
- Theridion frondeum Hentz, 1850
- Theridion fruticum Simon, 1890
- Theridion furfuraceum Simon, 1914
- Theridion fuscodecoratum Rainbow, 1916
- Theridion fuscomaculatum Rainbow, 1916
- Theridion gabardi Simon, 1895
- Theridion galerum Levi, 1959
- Theridion gekkonicum Levy & Amitai, 1982
- Theridion geminipunctum Chamberlin, 1924
- Theridion genistae Simon, 1873
- Theridion gertschi Levi, 1959
- Theridion gibbum Rainbow, 1916
- Theridion giraulti Rainbow, 1916
- Theridion glaciale Caporiacco, 1934
- Theridion glaucescens Becker, 1879
- Theridion glaucinum Simon, 1881
- Theridion goodnightorum Levi, 1957
- Theridion gracilipes Urquhart, 1889
- Theridion grallator Simon, 1900
- Theridion gramineum Zhu, 1998
- Theridion grammatophorum Simon, 1909
- Theridion grandiosum Levi, 1963
- Theridion grecia Levi, 1959
- Theridion gyirongense Hu & Li, 1987
- Theridion hainanense Zhu, 1998
- Theridion haleakalense Simon, 1900
- Theridion hannoniae Denis, 1945
- Theridion harmsi Wunderlich, 2011
- Theridion hartmeyeri Simon, 1908
- Theridion hassleri Levi, 1963
- Theridion hebridisianum Berland, 1938
- Theridion helena Wunderlich, 2011
- Theridion helophorum Thorell, 1895
- Theridion hemerobium Simon, 1914
- Theridion hermonense Levy, 1991
- Theridion hewitti Caporiacco, 1949
- Theridion hidalgo Levi, 1957
- Theridion hierichonticum Levy & Amitai, 1982
- Theridion hispidum O. Pickard-Cambridge, 1898
- Theridion histrionicum Thorell, 1875
- Theridion hondurense Levi, 1959
- Theridion hopkinsi Berland, 1929
- Theridion hotanense Zhu & Zhou, 1993
- Theridion huanuco Levi, 1963
- Theridion hufengense Tang, Yin & Peng, 2005
- Theridion humboldti Levi, 1967
- Theridion hummeli Schenkel, 1936
- Theridion hupingense Yin, 2012
- Theridion idiotypum Rainbow, 1917
- Theridion illecebrosum Simon, 1886
- Theridion impegrum Keyserling, 1886
- Theridion impressithorax Simon, 1895
- Theridion incanescens Simon, 1890
- Theridion incertissimum (Caporiacco, 1954)
- Theridion incertum O. Pickard-Cambridge, 1885
- Theridion incomtum (O. Pickard-Cambridge, 1896)
- Theridion inconspicuum Thorell, 1898
- Theridion innocuum Thorell, 1875
- Theridion inquinatum Thorell, 1878
- Theridion insignitarse Simon, 1907
- Theridion intritum (Bishop & Crosby, 1926)
- Theridion iramon Levi, 1963
- Theridion irrugatum Gao & Li, 2014
- Theridion ischagosum Barrion & Litsinger, 1995
- Theridion isorium Levi, 1963
- Theridion istokpoga Levi, 1957
- Theridion italiense Wunderlich, 1995
- Theridion jordanense Levy & Amitai, 1982
- Theridion juno Bellvert & Arnedo, 2021
- Theridion kambalum Barrion & Litsinger, 1995
- Theridion karamayense Zhu, 1998
- Theridion kauaiense Simon, 1900
- Theridion kawea Levi, 1957
- Theridion kibonotense Tullgren, 1910
- Theridion kiliani Müller & Heimer, 1990
- Theridion kobrooricum Strand, 1911
- Theridion kochi Roewer, 1942
- Theridion kraussi Marples, 1957
- Theridion lacticolor Berland, 1920
- Theridion laevigatum Blackwall, 1870
- Theridion lago Levi, 1963
- Theridion lanceatum Zhang & Zhu, 2007
- Theridion lapidicola Kulczyński, 1887
- Theridion latisternum Caporiacco, 1934
- Theridion lawrencei Gertsch & Archer, 1942
- Theridion leechi Gertsch & Archer, 1942
- Theridion leguiai Chamberlin, 1916
- Theridion leones Levi, 1959
- Theridion leucophaeum Simon, 1905
- Theridion leve Blackwall, 1877
- Theridion leviorum Gertsch & Riechert, 1976
- Theridion liaoyuanense (Zhu & Yu, 1982)
- Theridion limatum Tullgren, 1910
- Theridion limitatum L. Koch, 1872
- Theridion linaresense Levi, 1963
- Theridion linzhiense Hu, 2001
- Theridion llano Levi, 1957
- Theridion logan Levi & Patrick, 2013
- Theridion lomirae Roewer, 1938
- Theridion longicrure Marples, 1956
- Theridion longiductum Liu & Peng, 2012
- Theridion longihirsutum Strand, 1907
- Theridion longioembolia Liu & Peng, 2012
- Theridion longipalpum Zhu, 1998
- Theridion longipedatum Roewer, 1942
- Theridion longipili Seo, 2004
- Theridion ludekingi Thorell, 1890
- Theridion ludius Simon, 1880
- Theridion lumabani Barrion & Litsinger, 1995
- Theridion luteitarse Schmidt & Krause, 1995
- Theridion macei Simon, 1895
- Theridion machu Levi, 1963
- Theridion macropora Tang, Yin & Peng, 2006
- Theridion macuchi Levi, 1963
- Theridion maculiferum Roewer, 1942
- Theridion magdalenense Müller & Heimer, 1990
- Theridion maindroni Simon, 1905
- Theridion makotoi Yoshida, 2009
- Theridion malagaense Wunderlich, 2011
- Theridion manjithar Tikader, 1970
- Theridion manonoense Marples, 1955
- Theridion maranum Levi, 1963
- Theridion maron Levi, 1963
- Theridion martini Levi, 1959
- Theridion mataafa Marples, 1955
- Theridion mauense Caporiacco, 1949
- Theridion mauiense Simon, 1900
- Theridion mehlum Roberts, 1983
- Theridion melanoplax Schmidt & Krause, 1996
- Theridion melanoprorum Thorell, 1895
- Theridion melanostictum O. Pickard-Cambridge, 1876
- Theridion melanurum Hahn, 1831
- Theridion melinum Simon, 1900
- Theridion mendozae Berland, 1933
- Theridion meneghettii Caporiacco, 1949
- Theridion metabolum Chamberlin & Ivie, 1936
- Theridion metator Simon, 1907
- Theridion michelbacheri Levi, 1957
- Theridion micheneri Levi, 1963
- Theridion minutissimum Keyserling, 1884
- Theridion minutulum Thorell, 1895
- Theridion miranda Bellvert & Arnedo, 2021
- Theridion miserum Thorell, 1898
- Theridion modestum (Simon, 1894)
- Theridion modonatum Wunderlich, 2023
- Theridion molliculum Thorell, 1899
- Theridion mollissimum L. Koch, 1872
- Theridion monzonense Levi, 1963
- Theridion mortuale Simon, 1908
- Theridion morulum O. Pickard-Cambridge, 1898
- Theridion mucidum Gao & Li, 2014
- Theridion murarium Emerton, 1882
- Theridion musivivoides Schmidt & Krause, 1995
- Theridion musivivum Schmidt, 1956
- Theridion myersi Levi, 1957
- Theridion mystaceum L. Koch, 1870
- Theridion mysteriosum Schmidt, 1971
- Theridion nadleri Levi, 1959
- Theridion nagorum Roberts, 1983
- Theridion nasinotum Caporiacco, 1949
- Theridion nasutum Wunderlich, 1995
- Theridion necijaense Barrion & Litsinger, 1995
- Theridion negebense Levy & Amitai, 1982
- Theridion neomexicanum Banks, 1901
- Theridion neshamini Levi, 1957
- Theridion nigriceps Keyserling, 1891
- Theridion nigroannulatum Keyserling, 1884
- Theridion nigroplagiatum Caporiacco, 1949
- Theridion nigropunctulatum Thorell, 1898
- Theridion nigrosacculatum Tullgren, 1910
- Theridion nilgherinum Simon, 1905
- Theridion niphocosmum Rainbow, 1916
- Theridion niveopunctatum Thorell, 1898
- Theridion niveum O. Pickard-Cambridge, 1898
- Theridion nivosum Rainbow, 1916
- Theridion nodiferum Simon, 1895
- Theridion nojimai Yoshida, 1999
- Theridion nudum Levi, 1959
- Theridion oatesi Thorell, 1895
- Theridion obscuratum Zhu, 1998
- Theridion ochreolum Levy & Amitai, 1982
- Theridion octoferum Strand, 1909
- Theridion odisha Prasad, Caleb, Tyagi & Kumar, 2019
- Theridion odoratum Zhu, 1998
- Theridion omiltemi Levi, 1959
- Theridion onticolum Levi, 1963
- Theridion opolon Levi, 1963
- Theridion opuntia Levi, 1963
- Theridion orgea (Levi, 1967)
- Theridion orlando (Archer, 1950)
- Theridion osprum Levi, 1963
- Theridion oswaldocruzi Levi, 1963
- Theridion otsospotum Barrion & Litsinger, 1995
- Theridion palanum Roberts, 1983
- Theridion pallasi Ponomarev, 2007
- Theridion pallidulum Roewer, 1942
- Theridion pandani Simon, 1895
- Theridion panganii Caporiacco, 1947
- Theridion papillatum Gao & Li, 2014
- Theridion paraense Levi, 1963
- Theridion parvulum Blackwall, 1870
- Theridion parvum Keyserling, 1884
- Theridion patrizii Caporiacco, 1933
- Theridion pelaezi Levi, 1963
- Theridion pennsylvanicum Emerton, 1913
- Theridion perkinsi Simon, 1900
- Theridion pernambucum Levi, 1963
- Theridion perpusillum Simon, 1886
- Theridion petraeum L. Koch, 1872
- Theridion petrunkevitchi Berland, 1920
- Theridion phaeostomum Simon, 1909
- Theridion pictum (Walckenaer, 1802)
- Theridion pierre Levi & Patrick, 2013
- Theridion pigrum Keyserling, 1886
- Theridion pilatum Urquhart, 1893
- Theridion pinastri L. Koch, 1872
- Theridion pinguiculum Simon, 1909
- Theridion pinicola Simon, 1873
- Theridion pires Levi, 1963
- Theridion piriforme Berland, 1938
- Theridion plaumanni Levi, 1963
- Theridion plectile Simon, 1909
- Theridion plumipes van Hasselt, 1882
- Theridion pluviale Tullgren, 1910
- Theridion poecilum Zhu, 1998
- Theridion porphyreticum Urquhart, 1889
- Theridion positivum Chamberlin, 1924
- Theridion posticatum Simon, 1900
- Theridion postmarginatum Tullgren, 1910
- Theridion praeclusum Tullgren, 1910
- Theridion praemite Simon, 1907
- Theridion praetextum Simon, 1900
- Theridion prominens Blackwall, 1870
- Theridion promiscuum Domènech & Crespo, 2020
- Theridion prospero Bellvert & Arnedo, 2021
- Theridion proximum Lawrence, 1964
- Theridion puellae Locket, 1980
- Theridion pulanense Hu, 2001
- Theridion punctipes Emerton, 1924
- Theridion punicapunctatum Urquhart, 1891
- Theridion punongpalayum Barrion & Litsinger, 1995
- Theridion purcelli O. Pickard-Cambridge, 1904
- Theridion pyramidale L. Koch, 1867
- Theridion pyrenaeum Denis, 1945
- Theridion quadratum (O. Pickard-Cambridge, 1882)
- Theridion quadrilineatum Lenz, 1886
- Theridion quadripapulatum Thorell, 1895
- Theridion quadripartitum Keyserling, 1891
- Theridion rabuni Chamberlin & Ivie, 1944
- Theridion rafflesi Simon, 1899
- Theridion rampum Levi, 1963
- Theridion ravum Levi, 1963
- Theridion reinhardti Charitonov, 1946
- Theridion resum Levi, 1959
- Theridion retreatense Strand, 1909
- Theridion retrocitum Simon, 1909
- Theridion rhodonotum Simon, 1909
- Theridion ricense Levi, 1959
- Theridion rossi Levi, 1963
- Theridion rostriferum Simon, 1895
- Theridion rothi Levi, 1959
- Theridion rubiginosum Keyserling, 1884
- Theridion rubrum (Keyserling, 1886)
- Theridion rurrenabaque Levi, 1963
- Theridion ruwenzoricola Strand, 1913
- Theridion saanichum Chamberlin & Ivie, 1947
- Theridion sabinjonis Strand, 1913
- Theridion samoense Berland, 1929
- Theridion sanctum Levi, 1959
- Theridion sardis Chamberlin & Ivie, 1944
- Theridion saropus Thorell, 1887
- Theridion schlingeri Levi, 1963
- Theridion schrammeli Levi, 1963
- Theridion semitinctum Simon, 1914
- Theridion senckenbergi Levi, 1963
- Theridion septempunctatum Berland, 1933
- Theridion sertatum Simon, 1909
- Theridion setiferum Roewer, 1942
- Theridion setosum L. Koch, 1872
- Theridion setum Zhu, 1998
- Theridion sibiricum Marusik, 1988
- Theridion sinaloa Levi, 1959
- Theridion soaresi Levi, 1963
- Theridion societatis Berland, 1934
- Theridion spinigerum Rainbow, 1916
- Theridion spinitarse O. Pickard-Cambridge, 1876
- Theridion spinosissimum Caporiacco, 1934
- Theridion squalidum Urquhart, 1886
- Theridion squamosum Gao & Li, 2014
- Theridion stamotum Levi, 1963
- Theridion stannardi Levi, 1963
- Theridion strepitus Peck & Shear, 1987
- Theridion striatum Keyserling, 1884
- Theridion styligerum F. O. Pickard-Cambridge, 1902
- Theridion subitum O. Pickard-Cambridge, 1885
- Theridion submirabile Zhu & Song, 1993
- Theridion submissum Gertsch & Davis, 1936
- Theridion subpingue Simon, 1908
- Theridion subplaumanni Liu & Peng, 2012
- Theridion subradiatum Simon, 1901
- Theridion subrotundum Keyserling, 1891
- Theridion subundatum Zhou, Irfan & Peng, 2024
- Theridion subvittatum Simon, 1889
- Theridion sulawesiense Marusik & Penney, 2004
- Theridion swarczewskii Werjbitzky, 1902
- Theridion sycorax Bellvert & Arnedo, 2021
- Theridion t-notatum Thorell, 1895
- Theridion taegense Paik, 1996
- Theridion tahitiae Berland, 1934
- Theridion tamerlani Roewer, 1942
- Theridion tayrona Müller & Heimer, 1990
- Theridion tebanum Levi, 1963
- Theridion teliferum Simon, 1895
- Theridion tenellum C. L. Koch, 1841
- Theridion tengchongense Liu & Peng, 2012
- Theridion tenuissimum Thorell, 1898
- Theridion teresae Levi, 1963
- Theridion teroshriensis Biswas, 2025
- Theridion tessellatum Thorell, 1899
- Theridion teutanoides Caporiacco, 1949
- Theridion thalia Workman, 1878
- Theridion theridioides (Keyserling, 1890)
- Theridion thorelli L. Koch, 1865
- Theridion timpanogos Levi, 1957
- Theridion tinctorium Keyserling, 1891
- Theridion todinum Simon, 1880
- Theridion topo Levi, 1963
- Theridion torosum Keyserling, 1884
- Theridion trahax Blackwall, 1866
- Theridion transgressum Petrunkevitch, 1911
- Theridion trepidum O. Pickard-Cambridge, 1898
- Theridion trifile Simon, 1907
- Theridion trigonicum Thorell, 1890
- Theridion tristani Levi, 1959
- Theridion triviale Thorell, 1881
- Theridion trizonatum Caporiacco, 1949
- Theridion tubicola Doleschall, 1859
- Theridion turanicum Charitonov, 1946
- Theridion turrialba Levi, 1959
- Theridion uber Keyserling, 1884
- Theridion uhligi Martin, 1974
- Theridion umbilicus Levi, 1963
- Theridion uncatum F. O. Pickard-Cambridge, 1902
- Theridion undatum Zhu, 1998
- Theridion undulanotum Roewer, 1942
- Theridion urnigerum Thorell, 1898
- Theridion ursoi Caporiacco, 1947
- Theridion urucum Levi, 1963
- Theridion usitum Strand, 1913
- Theridion utcuyacu Levi, 1963
- Theridion valleculum Levi, 1959
- Theridion vallisalinarum Levy & Amitai, 1982
- Theridion vanhoeffeni Strand, 1909
- Theridion varians Hahn, 1833
- Theridion ventricosum Rainbow, 1916
- Theridion vespertinum Levy, 1985
- Theridion viridanum Urquhart, 1887
- Theridion volubile Keyserling, 1884
- Theridion vosseleri Strand, 1907
- Theridion vossioni Simon, 1884
- Theridion vulvum Levi, 1959
- Theridion weberi Thorell, 1893
- Theridion weyrauchi Levi, 1963
- Theridion whitcombi Sedgwick, 1974
- Theridion wiehlei Schenkel, 1938
- Theridion workmani Thorell, 1887
- Theridion xanthostichum (Rainbow, 1916)
- Theridion xianfengense Zhu & Song, 1992
- Theridion yani Zhu, 1998
- Theridion yuma Levi, 1963
- Theridion yunnanense Schenkel, 1963
- Theridion zantholabio Urquhart, 1886
- Theridion zebra Caporiacco, 1949
- Theridion zekharya Levy, 2007
- Theridion zhangmuense Hu, 2001
- Theridion zhaoi Zhu, 1998
- Theridion zhoui Zhu, 1998
- Theridion zonarium Keyserling, 1884
- Theridion zonulatum Thorell, 1890

Selon World Spider Catalog (version 23.5, 2023) :
- † Theridion annulipes Heer, 1865
- † Theridion atalus Chang, 2004
- † Theridion bucklandi Thorell, 1870
- † Theridion contrarium Wunderlich, 1988
- † Theridion crassipalpum Berland, 1939
- † Theridion erectoides Wunderlich, 1988
- † Theridion erectum Wunderlich, 1988
- † Theridion globulus Heer, 1865
- † Theridion inversum Wunderlich, 1988
- † Theridion maculipes Heer, 1865
- † Theridion variosoma Wunderlich, 1988
- † Theridion wunderlichi Penney, 2001

## Systématique et taxinomie
Ce genre a été décrit par Walckenaer en 1805.
Mastostigmus et Tobesoa ont été placés en synonymie par Simon en 1894.
Allotheridion a été placé en synonymie par Levi en 1957.
Phaetoticus a été placé en synonymie par Levi et Levi en 1962.
Billima a été placé en synonymie par Levi en 1968.
Liger a été placé en synonymie par Miller en 2007.

## Publication originale
- Walckenaer, 1805 : Tableau des aranéides ou caractères essentiels des tribus, genres, familles et races que renferme le genre Aranea de Linné, avec la désignation des espèces comprises dans chacune de ces divisions. Paris, p. 1-88.